# Continuous Flow Analysis
Continuous Flow Analysis (CFA) bezeichnet eine Analysentechnik, die nasschemische Analyseverfahren automatisch durchführt. Dabei werden die Verfahrensschritte von photometrisch-analytischen Methoden in einem kontinuierlichen Fluss von Probe und Reagenzien in der vorgesehenen Reihenfolge abgearbeitet. 

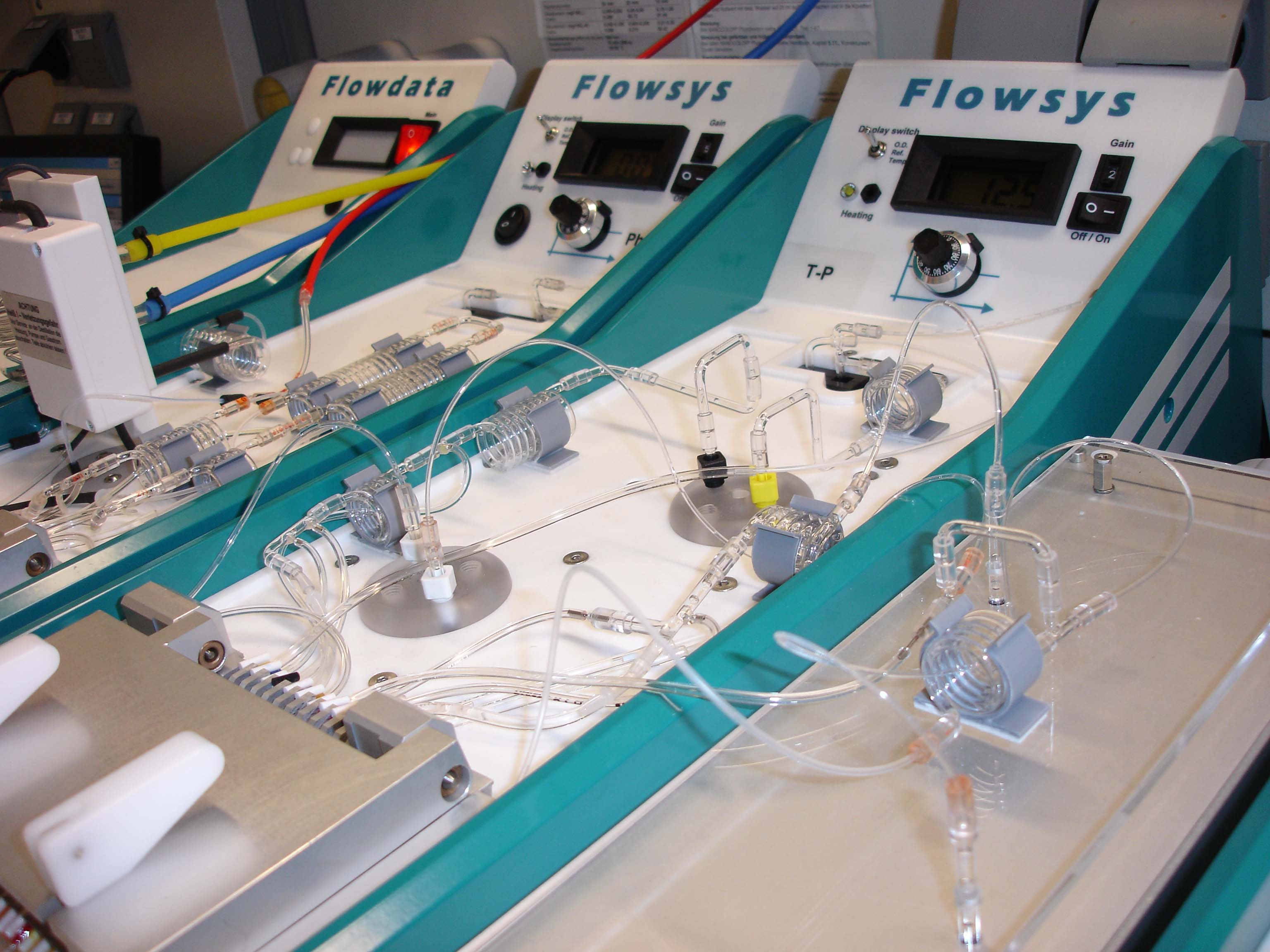
Manifold Gesamt-Phosphor am CFA Multiparameter Analysator

Eine solche Analysenmethode und deren zeitlicher Ablauf ist in der Regel auf einem Methoden-Manifold hardwaremäßig aufgebaut, abgestimmt auf den zu messenden Konzentrationsbereich und auf die Art der Probe. Die Zusammensetzung der zu messenden Proben (Probenmatrix) und vorhandene Störkomponenten können für gleiche Bestimmungen einen anwenderspezifischen Aufbau erforderlich machen.
Das CFA Analysensystem saugt flüssige Proben von einem automatischen Probennehmer an, leitet jede Probe zu den vorhandenen Methoden-Manifolds weiter und teilt diese aliquot auf, für die simultane Durchführung aller aufgebauten Bestimmungsmethoden in jeder Probe.
CFA Analysemethoden sind heute in verschiedenen Anwendungsbereichen als ISO-Normen Stand der Technik, wie Wasserbeschaffenheit, Bodenbeschaffenheit (Extrakte), Tabak (Extrakte) oder Lebensmittelanalytik. In den DIN-EN-ISO-Normen für die Wasserbeschaffenheit findet sich der Überbegriff Fließanalyse, unter dem die CFA-Technik mit der verwandten FIA-Technik gemeinsam geführt wird.
Anmerkung: Andere Normen verwenden in der deutschen Übersetzung eher unglücklich auch den Begriff „Kontinuierliche Durchflussanalyse“, der als Analyse eines Durchflusses missverstanden werden kann. Die Verwendung unklarer Bezeichnungen erschwert das Auffinden spezifischer Informationen über Suchmaschinen erheblich.
Die CFA-Technik arbeitet mit regelmäßiger Unterteilung (Segmentierung) des kontinuierlichen Reaktionsstromes mittels Gasblasen (Luft, N2). Zur Abgrenzung gegen die FIA-Technik (Fließ-Injections-Analyse, Injections-Fließanalyse) wird CFA verschiedentlich in der Literatur auch als Segmentierte-Fließanalyse SFA bezeichnet. Die Segmentierung in der CFA-Technik ermöglicht die Aneinanderreihung auch aufwändigerer analytischer Verfahrensschritte, ohne dass dadurch die Verschleppung (Dispersion, Carry-Over) zwischen aufeinanderfolgenden Proben unzulässig groß wird. Moderne Microflow CFA Systeme erzielen selbst bei komplizierten Methoden einen Probendurchsatz von 30 bis 40 Proben pro Stunde, auch wenn der Durchlauf vom Probennehmer durch alle Verfahrensschritte bis zum Detektor 10 bis 25 Minuten beträgt. Dies bedeutet, dass der CFA Analysator gleichzeitig 6 bis 12 Proben durch das analytische System leitet, ohne dass eine Probe die nächste Probe unzulässig beeinflusst.

## Näheres zur Technik einer einzelnen CFA Methode

Fließdiagramm Nicotin in Tabakextrakten mit integrierter Dialyseeinheit

Der Aufbau einer nasschemisch-analytischen Methode am CFA Analysator wird über ein Fließdiagramm dargestellt und für den Anwender dokumentiert. Im gezeigten Bild muss man sich einen konstanten Fluss von links nach rechts vorstellen. Durch den Einsatz einer Vielkanal-Peristaltikpumpe ist das Verhältnis von Probe und kontinuierlich geförderten Reagenzien zueinander immer konstant, unabhängig von der Geschwindigkeit der Pumpe. Die Absolutmenge der einzelnen Lösung ist durch den eingesetzten Pumpenschlauch definiert, die Farbkodierung ist seit über 40 Jahren weltweit etabliert für flowrated Pump Tubes. Im gezeigten Fall einer 12 Position-Peristaltikpumpe für einen CFA Microflow Analysator ergeben die jeweiligen Dosierschläuche die genannte Menge in µl/min (Zahl).
Das Methoden-Manifold (Analytical Manifold) als über die Jahrzehnte etablierter Begriff umfasst dabei alle Bauteile für die Durchführung der analytischen Methodenschritte, welche sich zwischen der Peristaltikpumpe (= Zahlen) und der Messzelle (= Colorimeter) befinden. Dies kann ein Modul mit Injektoren, Misch- und Reaktionsspiralen sein, aber auch ein Inkubator (Heizbad), eine Dialyseeinheit, ein Durchfluss-Mikrodestillations Modul, eine UV-Aufschlusseinheit oder auch eine Hochtemperatur-Hydrolyseeinheit.
Die Abfolge der analytischen Behandlungsstufen des Methoden-Manifolds kann als Reaktionsstrecke bezeichnet werden. Der kontinuierliche Durchfluss wird am Beginn dieser Reaktionsstrecke regelmäßig mittels Gasblasen (Luft, N2) segmentiert, je nach Technik alle 1–2 Sekunden. Die Dosierung von Reagenzien erfolgt in den bereit segmentierten Strom, heißt in die einzelnen vorbeifließenden Segmente an der jeweiligen Dosierstelle nach einer durch den Aufbau festgelegten Zeit. Die regelmäßige Segmentierung einer 60 sec angesaugten Probe alle 1 sec führt nun dazu, dass in diesem Fall (40 Proben/h, 2:1) von jeder Probe prinzipiell eine 60fache Wiederholungsmessung erfolgt. Man kann sich dabei die CFA Reaktionsstrecke als Förderband vorstellen, mit einem Reaktionsglas jede Sekunde, deren Inhalt in der Folge weitere Lösungen präzise zugesetzt bekommt, die durch eine Matrixabtrennung (Dialyse) laufen, durch eine Aufschlusseinheit, durch eine Reaktionsstufe mit Inkubation, und so weiter. Am Ende der analytischen Durchführung fließen diese Reaktionslösungssegmente kontinuierlich durch eine Messzelle, wobei die Luftsegmentierung zumeist vorher entfernt wird (debubbling).
Das kontinuierliche Signal der photometrischen Detektion zeigt nun als Graphik den Messwert-Verlauf der nacheinander ankommenden Segmente, welche alle unabhängig voneinander und in gleicher Weise die ganze analytische Abfolge durchlaufen haben. Sichtbar wird damit an der Photometergraphik die Reproduzierbarkeit des analytischen Gesamtsystems, im Augenblick und auch für jede Probe einzeln zum Zeitpunkt ihres individuellen Durchlaufs. Diese einzigartige Eigenschaft der CFA Technik, die Stabilität eines analytischen Systems darzustellen und die Plausibilität auch einer einzelnen Messung grundsätzlich nachvollziehbar zu machen, begründet nach Meinung des Autors den jahrzehntelangen ungebrochenen Erfolg der CFA Technik im chemischen Routinelabor. Die zweite Fließanalysetechnik, FIA, bietet als unsegmentierte Technik diese Qualitätsinformationen nicht.
Der Einsatz von CFA Analysatoren im analytischen Labor von heute, erfolgt für Ionenanalytik und Konventionsparameter zumeist als System für die simultane Bestimmung von 2 bis 5 Parametern in jeder Probe (Wahrnehmung des Autors). Bei 50 Proben je Stunde und simultan 4 Parameter, somit 200 Bestimmungen in der Stunde, übertrifft die CFA Technik im Probendurchsatz auch große Discrete Analyser, bei höherer analytischer Sophistication und erheblich geringeren Kosten.

## Beispiele

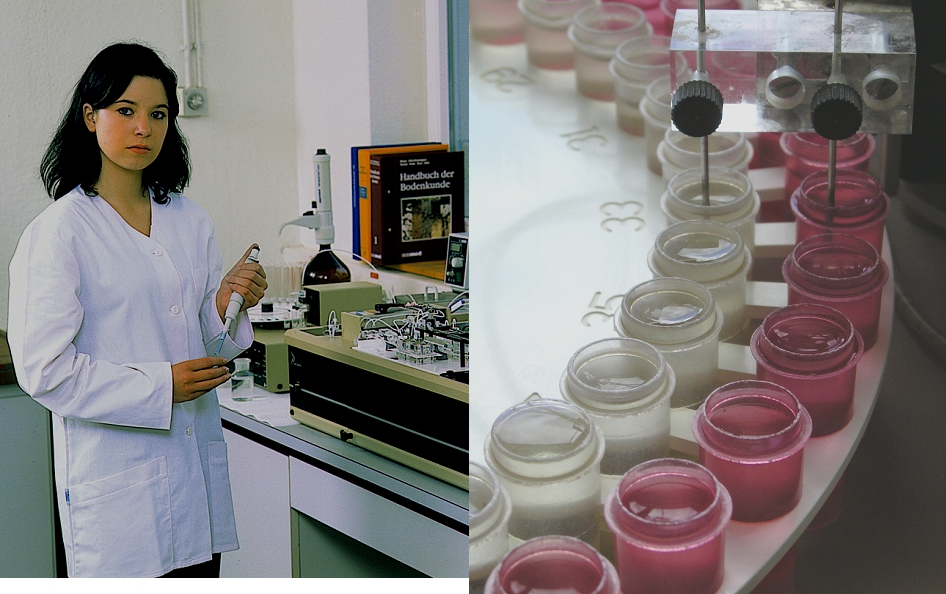
Continuous-Flow-Analysator zur Phosphat- und Nitratbestimmung

- Bei gesamt-Cyanid wird die Probe zuerst mit Säure versetzt und mittels UV komplexes Cyanid aufgespalten, darauf wird das Cyanid in Durchfluss destilliert, danach bildet das Destillat mit Reagenzien eine Färbung deren Stärke gemessen wird.[4] Der Durchlauf durch das analytische System dauert je nach Bedingungen etwa 15–20 min.

- Bei gesamt-Phosphor wird die Probe zuerst mit Säure versetzt und mittels UV-Licht wird Organophosphor umgesetzt, darauf wird die Probe bei 95 °C hydrolysiert zur Umsetzung anorganischer Phosphorverbindungen, das danach vorliegende ortho-Phosphat bildet mit Reagenzien eine Färbung deren Stärke gemessen wird.[5] Der Durchlauf durch das analytische System dauert etwa 20–25 min.

- Bei Bodenextrakten werden die Proben für die Bestimmung von Ammonium-[6] oder Nitrat-Stickstoff zuerst über einen Dialysator geleitet, welcher störende Probenmatrix (Färbung, Huminstoffe …) abtrennt, danach reagieren diffundierte Ionen mit Reagenz zu einer Färbung, welche gemessen wird. Der Durchlauf bis zum Detektor dauert je nach Methode 6–12 min. Bei einem Probendurchsatz von 60/h befinden sich damit jeweils 6–12 Proben im Durchlauf durch das analytische System

- Bei Düngemittel-Aufschlusslösungen werden die Proben zuerst in einer Verdünnungsschleife am Manifold 1:10 bis 1:20 verdünnt, in der Folge dialysiert und danach mittels Farbreaktion gemessen. Der Durchlauf bis zum Detektor dauert etwa 8–14 min.

## Weitere Anwendungen
Neben der beschriebenen Anwendung der CFA-Technik für die Durchführung photometrischer Analyseverfahren, gibt es auch Anwendungen mit anderen Detektoren wie Fluorimeter, Flammenphotometer oder Sensortechnik. Dabei wird CFA als Transporttechnik verwendet, welche den raschen Transport von Proben nacheinander durch eine Probenvorbereitung ermöglicht, ohne dass unzulässige Konzentrationsverschleppung von einer Probe zur nachfolgenden Probe entsteht.

## Geschichte der CFA-Analysentechnik
Der Biochemiker Leonard T. Skeggs (1918–2002) baute 1951 erstmals einen Prototyp eines automatischen Analysators für seine Laborproben in Cleveland, Ohio. Die revolutionäre Idee dabei war – nicht wie bisher zu versuchen, Proben einzeln von einem Arbeitsschritt zum nächsten zu bringen – sondern die einzelnen Stationen durch ein dünnes Schlauchsystem zu verbinden und die Proben sequentiell durchzupumpen. Um eine Durchmischung der Proben untereinander zu verhindern, wurden in regelmäßigen Abständen Luftblasen eingebracht. Daher die Bezeichnung „Segmentierte Durchflussanalyse“, auch CFA (Continuous Flow Analysis).
Ursprünglich war niemand an einer Kommerzialisierung interessiert, bis Edwin C. „Jack“ Whitehead, der gemeinsam mit seinem Vater 1939 die Firma Technicon Instruments Corporation gegründet hatte, 1954 die Entwicklung kaufte. Im Jahr 1957 war der AutoAnalyzer fertig entwickelt und wurde als erstes kommerziell erhältliches Analysensystem angeboten. Damit war der Grundstein für die „automatische chemische Analytik“ gelegt. Dieser, später als AutoAnalyzer I bezeichnete Automat konnte ursprünglich einen, später parallel zwei Parameter, z. B. Glucose und BUN (Harnstoff-Stickstoff) mit einer Rate von anfangs 20 Proben pro Stunde bestimmen.
Vom Probengeber mit 40 Positionen wurden die Proben entnommen und hintereinander mit den entsprechenden Reaktionslösungen vermischt. Die Mengenmessung wurde dabei durch die Wahl unterschiedlicher Durchmesser von Pumpenschläuchen und damit Flussraten in der Peristaltikpumpe bewirkt. In Glasspiralen erfolgte die Durchmischung, in einem Dialysator wurden anschließend Proteinfraktionen entfernt und in einem Heizbad erfolgte der Abschluss der Farbreaktion. Die Konzentration des Analyten wurde in einem Photometer ermittelt und konnte auf der Skala des Schreibers (anfangs mit logarithmischer Skala, später linearisiert) abgelesen werden.

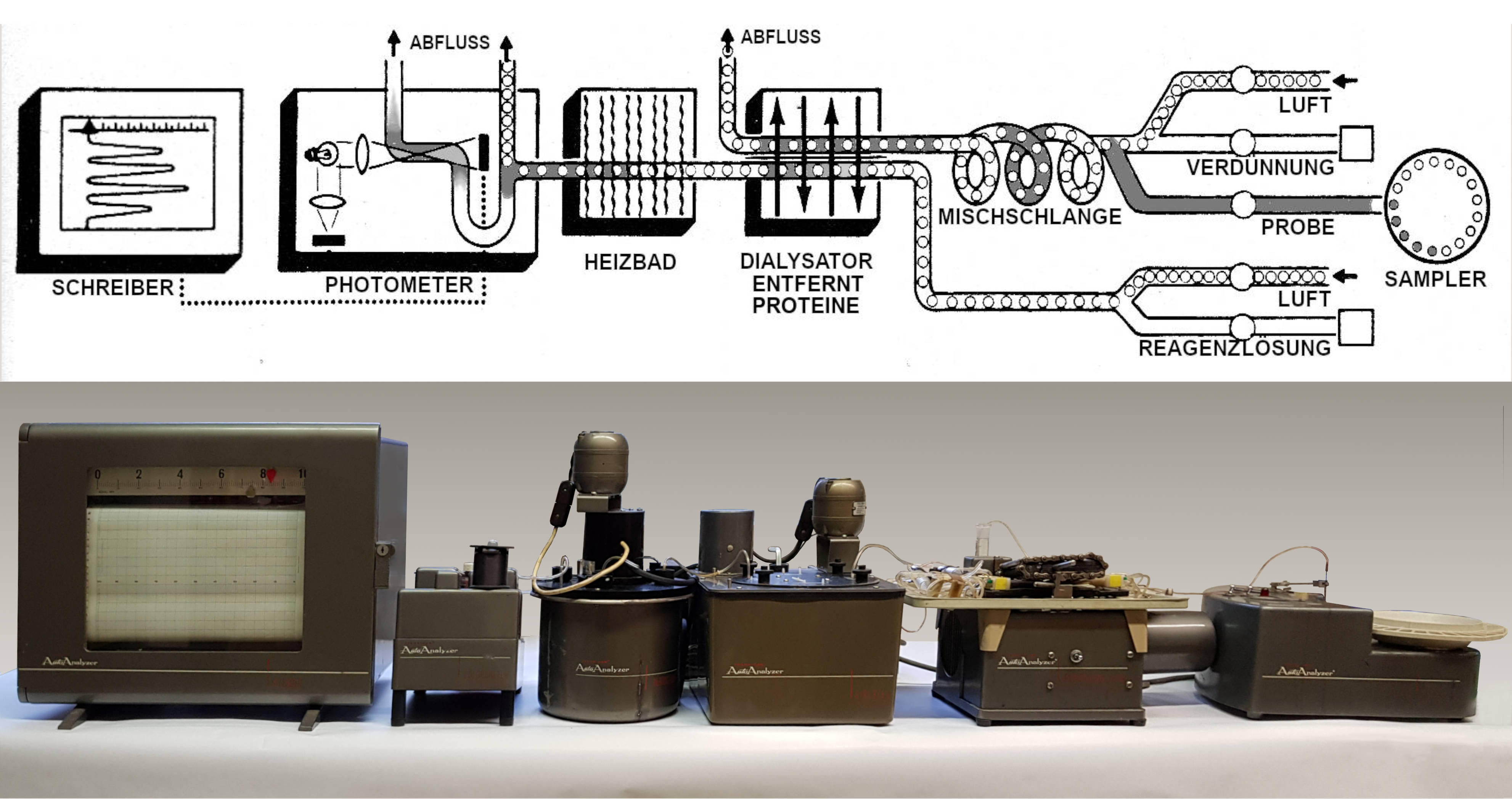
Technicon AutoAnalyzer I mit Funktionsschema

Als nächster Schritt erfolgte die Kombination mehrerer Methoden (typischerweise 12) in einem Gerät und die Optimierung der Bauteile, was die Probenfrequenz der einzelnen Bestimmungen auf 60 pro Stunde erhöhte; es entstand der Technicon SMA 12/60 (Sequential Multiple Analyzer) der zu einem Standardsystem der klinischen Laboranalytik wurde. Parallel dazu entstand der AutoAnalyzer II, der 1972 vorgestellt wurde und diese Form der Automatisierung auch in die industriellen Labors brachte. 1979 wurde Technicon und damit auch die AutoAnalyzer Linien an Revlon verkauft.
Die CFA Technik erlebte seit ihrer Entwicklung eine jahrzehntelange Blüte als „die“ Standardtechnik in der klinischen Analytik. Unzählige Publikationen über photometrisch, chemische CFA Verfahren existieren von den 1960er Jahren bis in die 1990er. Dabei entwickelte sich die Gerätetechnik vom Autoanalyzer erster Generation weiter zur verbreiteten Makroflow Technik und hin zu kompakten und schnellen Microflow CFA Systemen.
Ende der 1970er Jahre wurde aus dem CFA Prinzip unter Weglassen der Segmentierung die FIA Technik entwickelt, die sich im universitären Bereich für Einzelbestimmungen und einfachere Verfahren gut etabliert hat. Für größere Routinelabors, mit mehreren simultanen Bestimmungen, erheblichem Probendurchsatz und Sicherheit gegen Einflüsse schwankender Probenmatrix bietet auch heute noch die CFA-Technik die passende Lösung. Geringe Kosten für Verbrauchsmaterial, schnelle Abarbeitung von Probenserien und einfaches Qualitätsmanagement bieten Gewähr für weiteren Einsatz dieser Technik in der Zukunft.